# Kim Jin-su (schaatser)
Kim Jin-su (28 juli 1992) is een Zuid-Koreaans schaatser. Kim is gespecialiseerd op de afstanden 1000 en 1500 meter. Hij wist daarop bij de senioren op internationaal niveau echter nooit medailles te winnen.

## Records

### Persoonlijke records
| Afstand    | Tijd    | Datum             | Baan           |
| ---------- | ------- | ----------------- | -------------- |
| 500 meter  | 35,40   | 31 januari 2016   | Stavanger      |
| 1000 meter | 1.07,52 | 15 februari 2020  | Salt Lake City |
| 1500 meter | 1.45,45 | 23 september 2016 | Calgary        |
| 3000 meter | 3.55,32 | 20 september 2014 | Calgary        |
| 5000 meter | 6.56,77 | 3 maart 2012      | Obihiro        |

## Resultaten
| Jaar | WK Sprint              | WK Afstanden        | WK Junioren                              |
| ---- | ---------------------- | ------------------- | ---------------------------------------- |
| 2009 |                        |                     | NC29 (31e, 24e, 25e, -) 6e achtervolging |
|      |                        |                     |                                          |
| 2012 |                        |                     | 6e · (, 11e, 4e, 12e) · achtervolging    |
|      |                        |                     |                                          |
| 2015 |                        | 23e 1000m 24e 1500m |                                          |
| 2016 | 10e (20e, 5e, 16e, 6e) | 13e 1000m           |                                          |
| 2017 |                        | DQ 1000m            |                                          |
|      |                        |                     |                                          |
| 2019 |                        | 17e 1000m 19e 1500m |                                          |
| 2020 |                        | 13e 1000m           |                                          |